# Tribonanthes violacea
Tribonanthes violacea là một loài thực vật có hoa trong họ Huyết bì thảo. Loài này được Endl. miêu tả khoa học đầu tiên năm 1846.